# Caracol (Piauí)
Pour les articles homonymes, voir Caracol.
Caracol est une municipalité brésilienne située dans l'État du Piauí.